# Топола са терасе
„Топола са терасе” је југословенска ТВ драма из 1981. године. Режирао га је Лазар Николић а сценарио је написао Милисав Савић.

## Улоге
| Глумац            | Улога |
| ----------------- | ----- |
| Мирјана Карановић | Ана   |
| Драган Максимовић | Милан |